# Клеристаун
Клеристаун (англ. Cleariestown, также Cleristown; ирл. Baile de Cléir) — деревня в Ирландии, находится в графстве Уэксфорд (провинция Ленстер).
В деревне есть католическая церковь с прилегающим к ней кладбищем.